# Mosca non crede alle lacrime
Mosca non crede alle lacrime (Москва слезам не верит) è un film del 1979, diretto da Vladimir Men'šov. È un film sovietico di genere drammatico che ha vinto l'Oscar al miglior film straniero nel 1981.

## Trama
A Mosca, nel 1958, un obščežitie (uno studentato) ospita tre amiche molto diverse fra loro: Katja, intelligente, seria, con tanta fiducia nel futuro; Ljudmila, ambiziosa e frivola, perennemente alla ricerca di un marito; Tonja, ragazzona di campagna, fidanzata da sempre con un onesto lavoratore.
Mosca negli anni sessanta è come Parigi: città delle opportunità, con vita movimentata, star del cinema e vestiti alla moda. Katja è coinvolta nei piani di Ljudmila per accaparrarsi un buon partito e insieme approfittano dell'appartamento degli zii di Katja (sito proprio sopra la Biblioteca centrale), che lo affidano in custodia alla nipote durante le loro vacanze. Le ragazze, fingendo di avere un'ottima posizione sociale, organizzano una cena alla quale invitano i loro pretendenti.
Mentre Ljudmila si fidanza con un famoso giocatore di hockey, Gurin, Katja conosce Rodion, un giovane operatore televisivo che crede fermamente nelle potenzialità della televisione. I due si piacciono e Katja rimane incinta, ma Rodion la abbandona dopo aver scoperto che lei è una semplice operaia. Katja decide di tenere il bambino e di ricostruirsi una vita. Di giorno lavora e di notte studia, aiutata dalle amiche nell'allevare la bimba, che nel frattempo è nata e cui è stato dato il nome di Aleksandra.
Passano gli anni. Tonia ha un matrimonio felice. Ljudmila sposa Gurin, da cui finisce col separarsi per i problemi di alcolismo dell'uomo. Katja riesce a laurearsi in ingegneria, diventa direttrice di una fabbrica, ha allevato una bellissima figlia, dispone di un bell'appartamento e di un'automobile, ma è sola. Non ha ancora trovato l'uomo della sua vita, troppo impegnata nel realizzarsi professionalmente, lasciando poco spazio al sentimento. Ha un amante, Volodja, che è sposato e con cui s'incontra saltuariamente. Ma il rapporto l'amareggia e comincia a credere di essersi sempre scelta uomini meschini. La sua famiglia sono le sue amiche e il luogo di ritrovo è la dacia di Tonia, una volta costruita ed abitata dai genitori del suo marito.
Al ritorno da una di queste gite in campagna, Katja incontra casualmente sul treno Goša, simpatico e galante, che s'impone con brillantezza e decisione nella vita di Katja fino a diventarne il compagno, anche con l'approvazione degli amici di sempre. Improvvisamente nella vita di Katja ricompare Rodion, che vuole conoscere la figlia Aleksandra e che informa Goša del successo professionale di Katja. La scoperta del vero ruolo sociale di Katia, che fino ad allora l'aveva taciuto al compagno, induce Goša a lasciare la donna. Grazie all'aiuto degli amici, però, Katja e Goša tornano presto insieme.

## Critica
Il Morandini commenta: «Garbata commedia con risvolti drammatici. Qua e là convenzionale, ma sagace nella descrizione degli ambienti, con una colorita galleria di personaggi e qualche spiraglio sulla realtà socio-politica».

## Riconoscimenti
- 1981 - Premio Oscar
  - Oscar al miglior film straniero